# Acrophylla alta
Acrophylla alta ist eine im Jahr 2025 wissenschaftlich beschriebene Art aus der Ordnung der Gespenstschrecken (Phasmatodea) und gehört zur Familie der Phasmatidae. Die Art wurde in den tropischen Bergwäldern von Queensland (Australien) entdeckt.

## Entdeckung und Taxonomie
Obwohl sich in der Vergangenheit viele Entomologen mit der Insektenfauna der Feuchten Tropen beschäftigt haben, wurden einige dort heimische Insektenarten erst in relativ neuerer Zeit entdeckt. Zum Teil lag dies daran, dass diese Spezies ganz überwiegend die Baumkronen hoher Bäume bewohnen, die deutlich über 30 Meter Höhe erreichen können. Wetterereignisse wie Wirbelstürme und Starkregen während Gewittern können dazu führen, dass einzelne Exemplare solcher Insekten in niedere Vegetationszonen gelangen, wo sie dann menschlichen Beobachtern auffallen können. Als wertvolle Ressourcen und Archive digitaler Aufzeichnungen für gelegentliche und gezielte Beobachtungen von Gespenstschrecken haben sich Online-Plattformen, wie iNaturalist und Atlas of Living Australia (ALA) erwiesen, wo Amateur-Naturforscher ihre fotografischen Beobachtungen veröffentlichen. Zwei solcher Beobachtungen auf iNaturalist machten die Erstbeschreiber von Acrophylla alta, Ross M. Coupland und Angus J. Emmott (apl. Professor an der James Cook University), auf das Vorkommen einer großen Acrophylla-Art aus den Hochlandregenwäldern des Mount-Lewis-Nationalparks und der Evelyn Tablelands aufmerksam.
Das Holotypus-Exemplar wurde am 19. November 2024 durch R. M. Coupland in einer Höhe von 1090 Metern über dem Meeresspiegel an der Örtlichkeit Millaa Millaa (17° 31′ 13″ S, 145° 34′ 1″ O) gesammelt, dem als Typuslokalität geltenden Fundort. Ein weiteres Exemplar, mittlerweile als Paratypus hinterlegtes, weiteres Weibchen, wurde durch P. van Oosterzee, N. Preece und A. J. Emmott am 9. Februar 2025 bei Upper Barron auf 1020 Metern Höhe über dem Meeresspiegel  (17° 25′ 58″ S, 145° 30′ 47″ O) entdeckt. Beide Exemplare wurden ausgiebig dokumentiert, bevor sie als Belegexemplare in der Sammlung des Queensland Museum in Brisbane hinterlegt wurden.
Der Artname „alta“ (lat. „hoch“) bezieht sich auf das bevorzugte Verbreitungsgebiet der Tiere in hochgelegenen, tropischen Bergregionen oberhalb von 900 Metern über dem Meeresspiegel.

## Merkmale
Acrophylla alta gehört zu den größten und schwersten bekannten Insekten Australiens. Eines der dokumentierten Exemplare erreichte ein Gewicht von 44 Gramm und ist damit möglicherweise schwerer als die bislang als schwerstes australisches Insekt geltende Riesenschabe (Macropanesthia rhinoceros). Die Körperlänge ausgewachsener Tiere beträgt 26 bis 28 Zentimeter. Die Gesamtlänge inklusive ausgestreckter Vorderbeine beträgt 41 Zentimeter.
Männchen der Art sind nicht bekannt. Allerdings halten Coupland und Emmott ein von Anya Hoepfinger im Danbulla-Nationalpark fotografiertes Tier für ein Männchen von Acrophylla alta. Sie bilden es in der Erstbeschreibung ab und weisen auf Merkmale hin, durch die es sich von anderen, bereits beschriebenen Männchen der Gattung Acrophylla unterscheidet.
Die Art lässt sich unter anderem durch ihre auffällig großen, blass gefärbten Eier mit dichter und tiefer Narbung von anderen Arten der Gattung Acrophylla unterscheiden. Die Eier sind 5,8 bis 6,1 Millimeter lang und 3,8 bis 4 Millimeter mal 3,3 bis 3,5 Millimeter breit. Das Capitulum ist glatt und abgerundet. Es ist nicht gestielt wie bei Acrophylla titan und Acrophylla cookorum. Charakteristisch ist die Mikropylarplatte. Sie weist am vorderen Pol, also Richtung Deckel (Operculum), einen dünnen Vorsatz auf, der nach unten, also am hinteren Pol in einen fast kreisrunden Anteil übergeht. Die Mikropyle sitzt an dessen unterem Rand, an dem eine X-förmige Struktur zu erkennen ist (Siehe auch Bau des Phasmideneies).

## Lebensraum und Lebensweise
Die Tiere bewohnen die oberen Kronenbereiche sehr hoher Bäume, die Höhen von 30 bis 60 Metern erreichen können. Aufgrund ihrer Lebensweise in schwer zugänglichem Gelände gelten sie als schwierig zu beobachten und zu erforschen. Als Verbreitungsgebiet werden der Mount-Lewis-Nationalpark, die Evelyn Tablelands (wahrscheinlich einschließlich des Malaan-Nationalparks), Topaz-Road-Nationalpark, Upper Barron, Mount-Hypipamee-Nationalpark und Danbulla-Nationalpark in Queensland angenommen. Die Fundregion ist bekannt für ihre Vorkommen an endemischen Gespenstschrecken, unter anderem Walaphyllium monteithi, Acrophylla wuelfingi und Anchiale briareus, die auch bei Terrarianern beliebte „Haustiere“ sind.